# Щука американська
Американська щука (Esox americanus) — риба родини щукових. Виділяють два підвиди: Esox americanus americanus (англ. redfin pickerel) і  Esox americanus vermiculatus (англ. grass pickerel).

## Поширення
Esox americanus americanus мешкає від річки Святого Лаврентія в Квебеці до штатів Міссісіпі і Флорида, а ареал Esox americanus vermiculatus простягається далі на схід, від басейну Великих озер, Онтаріо і Мічигана до західного узбережжя Мексиканської затоки, від східного Техасу до штату Міссісіпі.
На півдні ареал двох підвидів розділений річкою Паскагула в Міссісіпі. На схід від неї мешкає Esox americanus americanus, а на захід- Esox americanus vermiculatus.

## Опис
Два підвиди щуки досить схожі. Помітною є різниця в кольорі плавців: у Esox americanus americanus вони оранжевого або червоного кольору, а у Esox americanus vermiculatus вони темного кольору. Довжиною американська щука сягає 40 см. Тіло тонке, циліндричне. Статевої зрілості досягає у віці 2-3 роки. Важить до кілограма. Тривалість життя не більше 10 років. Віддає перевагу водоймам з повільною течією, зарослим рослинністю. Американська щука- це хижак, що харчується меншими рибами. В свою чергу є об'єктом полювання для більших риб, таких як смугастий окунь.